# Frag
Een frag is gamersjargon in first person shooter computerspellen voor het neerschieten van een tegenspeler. Het is een afkorting van het Engelse "to fragment"; fragmenteren of versplinteren.  
In de meeste computerspellen kunnen spelers per frag één of meerdere punten verdienen en deze ook weer verliezen door (meestal onbedoelde) zelfmoordacties. In sommige spellen bestaat er een minimumscore 0 om negatieve scores te voorkomen. Deze score wordt bijgehouden als het aantal kills van een speler terwijl het aantal deaths bijhoudt hoeveel keer een speler is doodgegaan. In spelmodi als Deathmatch en Team Deathmatch bepaalt de score op basis van het aantal frags van de speler(s) wie er wint: in Deathmatch wint de speler met de hoogste score en in Team Deathmatch het team waarbij de gezamenlijke score van de spelers het hoogst is. Wanneer twee spelers of teams met dezelfde score eindigen gaat het spel door met sudden death (hierbij wint de speler of het team dat als eerste een punt scoort). 
Spellen die gebruikmaken van dit puntensysteem zijn onder andere:
- Quake
- Tactical Ops
- Unreal
- Unreal Tournament
- Call of Duty
- Battlefield
- F.E.A.R.
- Delta Force
- Killzone